# Pteris normalis
Pteris normalis är en kantbräkenväxtart som beskrevs av David Don. Pteris normalis ingår i släktet Pteris och familjen Pteridaceae. Inga underarter finns listade.